# Ignatz Awards
Gli Ignatz Awards sono un premio letterario statunitense rivolto a fumetti e disegnatori. Nello specifico, è destinato sia alle piccole case editrici che si sono distinte per le loro pubblicazioni, sia a quei progetti prodotti direttamente dall'autore che sono poi stati pubblicati e distribuiti da case editrici più importanti.
Il nome del premio deriva dal fumetto Krazy Kat di George Herriman, in cui compare un topo di nome Ignatz.

## Luogo della premiazione
Questi premi vengono assegnati ogni anno dal 1997 durante lo Small Press Expo, un festival del fumetto di due giorni dedicato a opere e autori difficilmente accessibili attraverso i normali canali commerciali. Lo Small Press Expo ha finora sempre avuto luogo nel Maryland, nelle città di Bethesda, North Bethesda e Silver Spring.
L'edizione 2001 degli Ignatz Awards venne cancellata in seguito agli attentati alle Torri Gemelle di New York.

## Criteri di assegnazione dei premi
Le candidature ai premi vengono scelte da una giuria di cinque persone che lavorano nel campo dei fumetti, mentre a votare sono tutti i partecipanti alla Small Press Expo.
La giuria resta anonima (gli stessi membri non si conoscono fra loro) fino all'annuncio dei premi, e naturalmente i giurati non possono candidare i propri lavori. Nulla vieta però che un giurato candidi ai premi le opere di un altro giurato.

## Storia
Il primo premio per il fumetto denominato Ignatz venne ideato durante l'OrlandoCon, una conferenza annuale che si è tenuta a Orlando, in Florida, dal 1974 al 1994. L'attuale Ignatz Awards non ha alcun collegamento con quello dell'OrlandoCon, e venne ideato nel 1996 da Chris Oarr, organizzatore della Small Press Expo, e dal disegnatore Ed Brubaker. Da subito l'idea di fondo di questo premio, per distinguerlo da quelli più mainstream come per esempio gli Eisner Awards, fu quella che le opere candidabili fossero auto-prodotte dagli autori e possibilmente realizzate da un singolo autore/artista.

## Le categorie
Gli Ignatz Awards vengono assegnati in base alle seguenti categorie:
- Miglior artista
- Miglior antologia/collana (premio istituito nel 2005)
- Miglior graphic novel (premio istituito nel 2005)
- Miglior sceneggiatura
- Miglior talento emergente
- Miglior serie
- Miglior fumetto
- Miglior minicomic (fumetto autoprodotto, spesso fotocopiato e rilegato dall'autore, e distribuito a mano)
- Miglior online comic (premio istituito nel 2001, è rivolto a opere pubblicate sul web)